# Горичево
Гори́чево (болг. Горичево) — село в Разградській області Болгарії. Входить до складу общини Кубрат.

## Населення
За даними перепису населення 2011 року у селі проживала 341 особа.
Національний склад населення села:
| Національність   | Кількість осіб | Відсоток |
| ---------------- | -------------- | -------- |
| турки            | 314            | 93,2%    |
| болгари          | 22             | 6,5%     |
| цигани           | 0              | 0%       |
| Всього відповіли | 337            |          |

Розподіл населення за віком у 2011 році:
Динаміка населення: